# August Friedrich von Etzdorff
August Friedrich von Etzdorff (* 4. August 1739 in Etzdorf; † 10. August 1792 ebenda) war ein preußischer Generalmajor.

## Leben

### Herkunft
Seine Eltern waren der württembergische Generalmajor Karl Friedrich von Etzdorff (* 22. Februar 1692; † 9. November 1772) und dessen Ehefrau Luise Ernestine Eleonore, geborene von Rottoff (* 4. Dezember 1709; † 12. Mai 1763) aus dem Haus Reichartsbeuren. Sein Vater war Ritter des Militärordens vom Heiligen Karl sowie Erbherr auf Etzdorf und Rauda.

### Militärkarriere
Etzdorff ging 1754 zunächst in kursächsische Dienste. Am 20. April 1757 wurde er Fähnrich in württembergischen Diensten und kam dort in das Infanterieregiment „von Röder“. Er stieg am 16. Juli 1757 zum Sekondeleutnant auf und nahm von 1757 bis 1762 am Siebenjährigen Krieg teil. Am 1. Januar 1758 kam er mit dem Patent als Stabskapitän in die Leibgarde zu Fuß. Am 5. März 1762 wurde er Kapitän mit Patent eines Oberstwachtmeisters. Nach dem Krieg am 4. August 1765 erhielt Etzdorff seine Demission.
Am 6. April 1766 ging er dann in preußische Dienste, dort kam er als Kapitän und Kompaniechef in das Regiment Nr. 50. Am 12. Juli 1774 wurde er zum Major befördert und nahm 1778/79 am Bayerischen Erbfolgekrieg teil. Am 21. Mai 1784 erhielt er die Beförderung zum Oberstleutnant und am 9. März 1786 die zum Oberst. Zum 20. August 1791 erhielt er dann seine Demission als Generalmajor mit Pension und der Erlaubnis zum Tragen der Uniform.
Etzdorff starb am 10. August 1792 in Etzdorf und wurde am 11. August 1792 in Altenburg beigesetzt.